# Кестинкорт
Кестинкорт чечен. КӀестара, КӀестинчу — горная вершина в Итум-Калинском районе Чеченской Республики. Высота над уровнем моря составляет 3524 метра. Находится в южной части горного хребта Данедук. 

## География
Вершина недалеко от границы с Грузией, на территории тайпа Хилдехарой. Ближайший населённый пункт Итум-Кали.

## Этимолония
В основе перевода оронима, вероятно, чеченское кес (чечен. кӀес) — «затылок», — «тыльная (задняя) гора». Не исключено, что элемент кес (чечен. кӀес) вошёл в основу самоназвания чеченского этнического общества — кистинцев, проживающих на территории сопредельной Грузии в Панкийсском ущелье.